# اویه (شیلی)
اُوَیِه (به اسپانیایی: Ovalle) یک شهرستان در شیلی است که در استان لیماری واقع شده‌است. اویه ۳٬۸۳۴٫۵ کیلومترمربع مساحت و ۱۰۳٬۷۳۴ نفر جمعیت دارد و ۲۱۵ متر بالاتر از سطح دریا واقع شده.

## خواهرخوانده
شهر آلمریا خواهرخواندهٔ اویه (شیلی) هست.